# Honey Dijon
Honey Dijon (anteriormente conocida como Miss Honey Dijon) es el nombre artístico de Honey Redmond, una DJ, productora, música, e icono de moda. Nació en Chicago y vive en Nueva York. Ha actuado en discotecas, ferias de arte, galerías y eventos de moda en todo el mundo. Renombrada por no adherirse a ningún género en particular, Honey Dijon es conocida por comisariar sets cross-género.

## Biografía
Honey Dijon creció en el sur de Chicago. Comenzó a salir a bailar durante su adolescencia con el permiso de sus padres siempre y cuando sus calificaciones académicas no sufrieran. Durante su vida en Chicago conoció y fue guiada por DJs y productores como Derrick Carter, Mark Farina y Greenskeepers. Más tarde, Honey Dijon se mudó a Nueva York, donde fue presentada a Maxi Records y Danny Tenaglia.

## Carrera musical
Después de ser expuesta al techno en la escena floresciente del house en Chicago, Honey Dijon se mudó a Nueva York, donde se convirtió en una habitual de la escena subterránea de clubes de la ciudad así como de la industria de moda de la ciudad.

## Activismo e imagen pública
Honey Dijon es transgénero. Ha sido una defensora de los derechos trans y concientización, hablando desde su experiencia como DJ mujer trans de color dentro de la música electrónica. Ha sido entrevistada por el canal televisivo Channel4 sobre el asunto de visibilidad trans, y ha participado de una extensa discusión de panel con DJ Sprinkles / Terre Thaemlitz sobre "remezclar el género" en la música electrónica, presentadopor el museo MoMA PS1 en la Ciudad de Nueva York.